# Coming Home (Pain)
Coming Home è ottavo album della band industrial metal svedese Pain, pubblicato il 9 settembre 2016 dalla Nuclear Blast.

## Tracce
1. Designed to Piss You Off – 3:53
2. Call Me (con Joakim Brodén) – 4:13
3. A Wannabe – 4:15
4. Pain in the Ass – 4:06
5. Black Knight Satellite – 3:40
6. Coming Home – 4:43
7. Absinthe-Phoenix Rising – 3:42
8. Final Crusade – 3:55
9. Natural Born Idiot – 4:17
10. Starseed – 4:45